# Noorder Reitdiepspolder

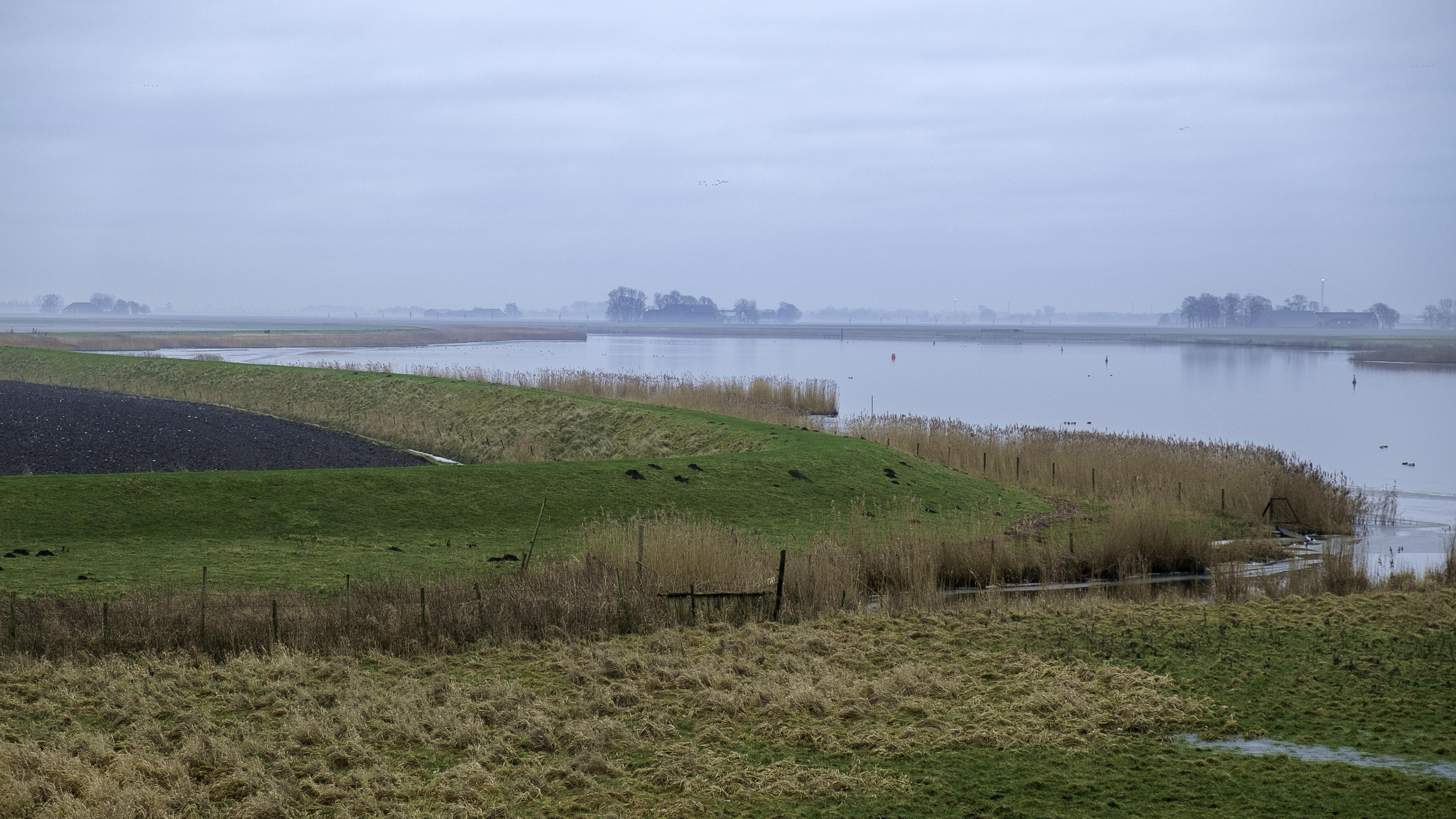
De dijk rond de Noorder Reitddiepspolder (links) met rechts het Reitdiep gezien vanuit het westen.

De Noorder Reitdiepspolder is een voormalig waterschap in de provincie Groningen.
Het schap is tijdens de afsluiting van het Reitdiep (1877) ontstaan als de samenvoeging van de Vliedorpster en Zuurdijksterpolder (die ook bekendstond als de Nieuwe Zuurdijkster en Hooge Uiterdijkspolder) en de voormalige kwelders langs deze polder en die van de Oude Zuurdijkster Uiterdijkspolder.
Het schap lag aan de noordzijde van het Reitdiep, ten zuiden van Houwerzijl. De noordgrens lag op de rechter Rietdiepsdijk.
De afwatering gebeurde op vijf verschillende manieren:
1. De oude polders (Vliedorpster- en Zuurdijksterpolder) waterden vrij af via twee leidingen; een door de westelijke kwelder en een langs de huidige Electraweg.
2. Het gedeelte van de oorspronkelijke kwelder ten westen van de leiding (67 ha) werd bemalen door een molen aan de westkant hiervan.
3. Het gedeelte ten oosten van de leiding (92 ha) werd bemalen door een tweede molen. De oostgrens van dit gebied lag bij de huidige Electraweg.
4. Ten westen van de Electraweg lag een gedeelte van 40 ha dat vrij afwaterde. De westgrens van dit gebied was de afwateringsleiding van de Oude Zuurdijkster Uiterdijkspolder.
5. Ten westen van de uitwatering lagen nog 20 ha die eveneens vrij afwaterden.

## Huidige situatie
Na de bouw in 1920 van het gemaal De Waterwolf, dat beheerd werd door het waterschap Electra, was tussen het gemaal en Zoutkamp een bergboezem nodig. Om te voorkomen dat het water tijdens het malen vanuit de bergboezem over het land zou stromen, werd aan ten westen van het gemaal een dijk langs beide zijden van het Reitdiep aangelegd (of verhoogd). De Noorder Reitdiepspolder werd daardoor afgesloten. Om de waterafvoer te garanderen stichtte het waterschap Electra hier een gemaal, die het gebied ten westen van de Electraweg (nrs. 2 en 3) bemaalde. Dit gebied werd vanaf dan de Noorder Reitdiepspolder genoemd. Hoewel het formeel onder het waterschap Reitdiep viel, vertrouwde het schap de schouw ervan toe aan Electra.
De Vliedorpster- en Zuurdijksterpolder (nr. 1) kregen een nieuwe uitwatering ten oosten van de Electraweg. Dit deel staat tegenwoordig bekend als de Nieuwe Zuurdijkster Uiterdijkspolder.
Het overige delen (nrs. 4 en 5) bleven, omdat ze boven De Waterwolf liggen ongewijzigd (vrijlozend), op een kleine onderbemaling na.
De kwelder ten zuiden van het diep moest nu ook worden bemalen. Ook hier stichtte Electra een gemaal. Het gebied werd vanaf toen de Zuider Reitdiepspolder genoemd.
De Waterwolf en de twee poldergemalen werden beheerd door het waterschap Electra. Waterstaatkundig gezien ligt het gebied sinds 1995 binnen dat van het waterschap Noorderzijlvest.